# Hakkı Yeten
Hakkı Yeten (Vodina, 3 dicembre 1910 – Istanbul, 16 aprile 1989) è stato un calciatore e allenatore di calcio turco, di ruolo attaccante.

## Carriera

### Club
Ha sempre giocato nel campionato turco.

### Nazionale
Con la Nazionale del proprio paese prese parte alle Olimpiadi del 1936.